# Helicobia lopesi
Helicobia lopesi är en tvåvingeart som beskrevs av Tibana 1989. Helicobia lopesi ingår i släktet Helicobia och familjen köttflugor.
Artens utbredningsområde är Ecuador. Inga underarter finns listade i Catalogue of Life.